# Miconia viscidula
Miconia viscidula är en tvåhjärtbladig växtart som beskrevs av Ignatz Urban och Célestin Alfred Cogniaux. Miconia viscidula ingår i släktet Miconia och familjen Melastomataceae. Inga underarter finns listade i Catalogue of Life.